# Draft de l'NBA del 1972
El Draft de l'NBA de 1972 serà recordat per ser el que va donar l'elecció de Julius Erving (Dr. J) per Milwaukee Bucks, encara que mai va jugar allí.

## Primera ronda
|  | = All-Star     |
|  | = Hall of Fame |

| Posició | Jugador              | Nacionalitat | Equip de l'NBA         | Origen (Universitat/club) |
| ------- | -------------------- | ------------ | ---------------------- | ------------------------- |
| 1       | LaRue Martin (C)     | Estats Units | Portland Trail Blazers | Loyola (Chicago)          |
| 2       | Bob McAdoo (C)       | Estats Units | Buffalo Braves         | North Carolina            |
| 3       | Dwight Davis (F)     | Estats Units | Cleveland Cavaliers    | Houston                   |
| 4       | Corky Calhoun (F)    | Estats Units | Phoenix Suns           | Pennsylvania              |
| 5       | Fred Boyd (G)        | Estats Units | Philadelphia 76ers     | Oregon State              |
| 6       | Russell Lee (F)      | Estats Units | Milwaukee Bucks        | Marshall                  |
| 7       | Isaac Stallworth (F) | Estats Units | Seattle Supersonics    | Kansas                    |
| 8       | Tom Riker (F)        | Estats Units | New York Knicks        | South Carolina            |
| 9       | Bob Nash (F)         | Estats Units | Detroit Pistons        | Hawaii                    |
| 10      | Paul Westphal (G)    | Estats Units | Boston Celtics         | Southern California       |
| 11      | Ralph Simpson (G)    | Estats Units | Chicago Bulls          | Michigan State            |
| 12      | Julius Erving (F)    | Estats Units | Milwaukee Bucks        | Massachusetts             |
| 13      | Travis Grant (F)     | Estats Units | Los Angeles Lakers     | Kentucky State            |

## Jugadors destacats no escollits en primera ronda
| Posició | Jugador            | Nacionalitat | Equip de l'NBA         | Origen (Universitat/club) |
| ------- | ------------------ | ------------ | ---------------------- | ------------------------- |
| 17      | Chris Ford (SG)    | Estats Units | Detroit Pistons        | Villanova                 |
| 26      | Dave Twardzik (SG) | Estats Units | Portland Trail Blazers | Old Dominion University   |
| 31      | Lloyd Neal (PF)    | Estats Units | Portland Trail Blazers | Tennessee State           |
| 62      | Henry Bibby (PG)   | Estats Units | New York Knicks        | UCLA                      |
| 74      | James Silas (PG)   | Estats Units | Houston Rockets        | Stephen F. Austin         |